# Sergio guassutinga
Sergio guassutinga är en kräftdjursart som först beskrevs av Rodrigues 1971.  Sergio guassutinga ingår i släktet Sergio och familjen Callianassidae. Inga underarter finns listade i Catalogue of Life.